# Volta ao Algarve
Volta ao Algarve em bicicleta (svenska: Algarve runt på cykel) är ett etapplopp i landsvägscykling för herrar som hålls i Algarve i Portugal. Från 2005 till 2019 var loppet en del av UCI Europe Tour (först kategoriserat som 2.1 och uppgraderat till 2.HC 2017) och sedan 2020 är det en del av UCI ProSeries. Det har bestått av fem etapper sedan 1999, med undantag för 2014 då antalet var fyra (dessförinnan växlade det från år till år, från fem som lägst till tio som högst).
Loppet hölls för första gången 1960 men arrangerades sedan inte mellan 1962 och 1976. Det var en amatörtävling från 1977 till 1983, 1987 var loppet öppet för både amatörer och professionella.
Flest etappsegrar har Cândido Barbosa som vann 16 stycken från 1995 till 2004.

## Vinnare
| År                          | Vinnare                | Tvåa                     | Trea                        |
| --------------------------- | ---------------------- | ------------------------ | --------------------------- |
| 1960                        | José Manuel Marques    |                          |                             |
| 1961                        | António Pisco          | José Manuel Marques      | Vitor Tenazinho             |
| 1962–1976 arrangerades inte |                        |                          |                             |
| 1977                        | Belmiro Silva          | Adelino Teixeira         | João Marta                  |
| 1978                        | Joaquim Adrego Andrade | Fernando Mendes          | Adelino Teixeira            |
| 1979                        | Firmino Bernardino     | Joaquim Adrego Andrade   | Adelino Teixeira            |
| 1980                        | Firmino Bernardino     | Luís Vargues             | Alexandre Ruas              |
| 1981                        | Belmiro Silva          | Adelino Teixeira         | Luís Vargues                |
| 1982                        | Alexandre Ruas         | Fernando Fernandes       | Marco Chagas                |
| 1983                        | Adelino Teixeira       | Belmiro Silva            | Eduardo Correia             |
| 1984                        | Belmiro Silva          | Benedicto Ferreira       | Manuel Cunha                |
| 1985                        | Eduardo Correia        | Marco Chagas             | Belmiro Silva               |
| 1986                        | Manuel Cunha           | Marco Chagas             | António Pinto               |
| 1987                        | Manuel Cunha           | António Pinto            | Joaquim Salgado             |
| 1988                        | Joaquim Gomes          | Marco Chagas             | Joaquim Salgado             |
| 1989                        | Fernando Carvalho      | Marco Chagas             | Manuel Zeferino             |
| 1990                        | Fernando Carvalho      | Delmino Pereira          | Manuel Cunha                |
| 1991                        | Joaquim Adrego Andrade | Joaquim Gomes            | Manuel Correia              |
| 1992                        | Joaquim Gomes          | Manuel Luis Abreu Campos | Dariusz Bigos               |
| 1993                        | Cássio Freitas         | Fernando Carvalho        | Juan Carlos Martín Martínez |
| 1994                        | Vítor Gamito           | Cândido Barbosa          | Federico Muñoz              |
| 1995                        | Cássio Freitas         | Remigijus Lupeikis       | Joaquim Adrego Andrade      |
| 1996                        | Alberto Amaral         | Jesús Blanco Villar      | Sérgio Rodrigues            |
| 1997                        | Cândido Barbosa        | Cássio Freitas           | Luís Miguel Sarreira        |
| 1998                        | Tomáš Konečný          | Grischa Niermann         | José Luis Rebollo Aguado    |
| 1999                        | Melcior Mauri          | Cândido Barbosa          | David Plaza                 |
| 2000                        | Alex Zülle             | José Azevedo             | Andrei Zintchenko           |
| 2001                        | Andrea Ferrigato       | José Azevedo             | Melcior Mauri               |
| 2002                        | Cândido Barbosa        | Alex Zülle               | George Hincapie             |
| 2003                        | Claus Michael Møller   | Victor Hugo Peña         | Pedro Cardoso               |
| 2004                        | Floyd Landis           | Victor Hugo Peña         | Pedro Cardoso               |
| 2005                        | Hugo Sabido            | Stuart O'Grady           | José Luis Rubiera           |
| 2006                        | João Cabreira          | Gert Steegmans           | Robert Gesink               |
| 2007                        | Alessandro Petacchi    | René Haselbacher         | Tomas Vaitkus               |
| 2008                        | Stijn Devolder         | Sylvain Chavanel         | Tomas Vaitkus               |
| 2009                        | Alberto Contador       | Sylvain Chavanel         | Rubén Plaza                 |
| 2010                        | Alberto Contador       | Luis León Sánchez        | Tiago Machado               |
| 2011                        | Tony Martin            | Tejay van Garderen       | Lieuwe Westra               |
| 2012                        | Richie Porte           | Tony Martin              | Bradley Wiggins             |
| 2013                        | Tony Martin            | Michał Kwiatkowski       | Lieuwe Westra               |
| 2014                        | Michał Kwiatkowski     | Alberto Contador         | Rui Costa                   |
| 2015                        | Geraint Thomas         | Michał Kwiatkowski       | Tiago Machado               |
| 2016                        | Geraint Thomas         | Ion Izagirre             | Alberto Contador            |
| 2017                        | Primož Roglič          | Michał Kwiatkowski       | Tony Gallopin               |
| 2018                        | Michał Kwiatkowski     | Geraint Thomas           | Tejay van Garderen          |
| 2019                        | Tadej Pogačar          | Søren Kragh Andersen     | Wout Poels                  |
| 2020                        | Remco Evenepoel        | Maximilian Schachmann    | Miguel Ángel López          |
| 2021                        | João Rodrigues         | Ethan Hayter             | Kasper Asgreen              |
| 2022                        | Remco Evenepoel        | Brandon McNulty          | Daniel Martínez             |
| 2023                        | Daniel Martínez        | Filippo Ganna            | Ilan Van Wilder             |
| 2024                        | Remco Evenepoel        | Daniel Martínez          | Jan Tratnik                 |
| 2025                        | Jonas Vingegaard       | João Almeida             | Laurens De Plus             |